# یکسان
یکسان (به انگلیسی: The Identical) یک فیلم درام و موزیکال آمریکایی محصول سال ۲۰۱۴ به کارگردانی داستین مارسلینو و نویسندگی هاوارد کلاوسنر است. این فیلم در ۵ سپتامبر ۲۰۱۴ در ایالات متحده اکران شد.

## باکس آفیس
این فیلم در افتتاحیه آخر هفته ۱٫۶ میلیون دلار فروخت و در جایگاه دوازدهم باکس آفیس قرار گرفت.

## بازخورد انتقادی
در متاکریتیک، این فیلم دارای امتیاز ۲۵ از ۱۰۰، بر اساس رای ۲۵ منتقد است که نشان دهنده «بررسی‌ها به طور کلی نامطلوب است»

## داستان
دو برادر دوقلو پس از اینکه به دنیا می‌آیند از یکدیگر جدا می‌شوند، یکی از آنان سال‌ها بعد تبدیل به یک خواننده‌ای افسانه‌ای می‌شود و دیگری نیز در راه رسیدن به موسیقی تلاش می‌کند. اما…